# Mimudea permixtalis
Mimudea permixtalis là một loài bướm đêm trong họ Crambidae.